# 5-й штурмовой авиационный корпус
5-й штурмовой авиационный Винницкий Краснознаменный орденов Кутузова и Богдана Хмельницкого корпус (5-й шак) — соединение Военно-Воздушных сил (ВВС) Вооружённых Сил РККА, принимавшее участие в боевых действиях Великой Отечественной войны.

## Наименования корпуса
- 8-й смешанный авиационный корпус;

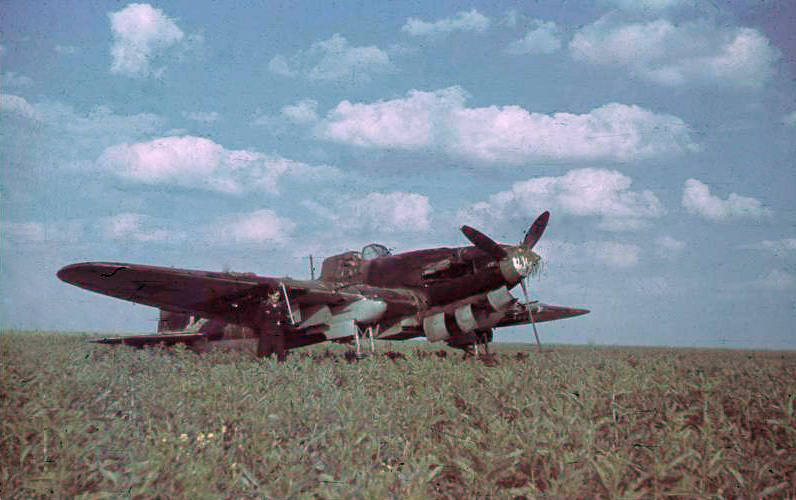
Самолёт корпуса Ил-2

- 5-й штурмовой авиационный корпус;
- 5-й штурмовой авиационный Винницкий корпус;
- 5-й штурмовой авиационный Винницкий Краснознаменный корпус;
- 5-й штурмовой авиационный Винницкий Краснознаменный ордена Кутузова корпус;
- 5-й штурмовой авиационный Винницкий Краснознаменный орденов Кутузова и Богдана Хмельницкого корпус;
- 9-й смешанный авиационный Винницкий Краснознаменный орденов Кутузова и Богдана Хмельницкого корпус;
- 17-й бомбардировочный авиационный Винницкий Краснознаменный орденов Кутузова и Богдана Хмельницкого корпус.

## Создание корпуса
5-й штурмовой авиационный корпус создан путём преобразования из 8-го смешанного авиационного корпуса

## Преобразование корпуса
- В 1946 году 5-й штурмовой авиационный Винницкий Краснознаменный орденов Кутузова и Богдана Хмельницкого корпус был преобразован в 9-й смешанный авиационный Винницкий Краснознаменный орденов Кутузова и Богдана Хмельницкого корпус
- 9-й смешанный авиационный Винницкий Краснознаменный орденов Кутузова и Богдана Хмельницкого корпус 17 февраля 1949 года преобразован в 17-й бомбардировочный авиационный Винницкий Краснознаменный орденов Кутузова и Богдана Хмельницкого корпус[2].

## В действующей армии
В составе действующей армии:
- с 21 июля 1943 года по 11 мая 1945 года, всего 661 день.

## В составе объединений
| Объединение                                 | Период                  |
| ------------------------------------------- | ----------------------- |
| 2-я воздушная армия Воронежского фронта     | 21.07.1943 —20.10.1943  |
| 2-я воздушная армия 1-го Украинского фронта | 20.10.1943 — 16.07.1944 |
| 8-я воздушная армия 1-го Украинского фронта | 16.07.1944 — 30.07.1944 |
| 2-я воздушная армия 1-го Украинского фронта | 30.07.1944 — 01.09.1944 |
| 5-я воздушная армия 2-го Украинского фронта | 01.09.1944 − 10.06.1945 |
| 5-я воздушная армия Одесский военный округ  | 10.06.1945 -            |

## Соединения и части корпуса

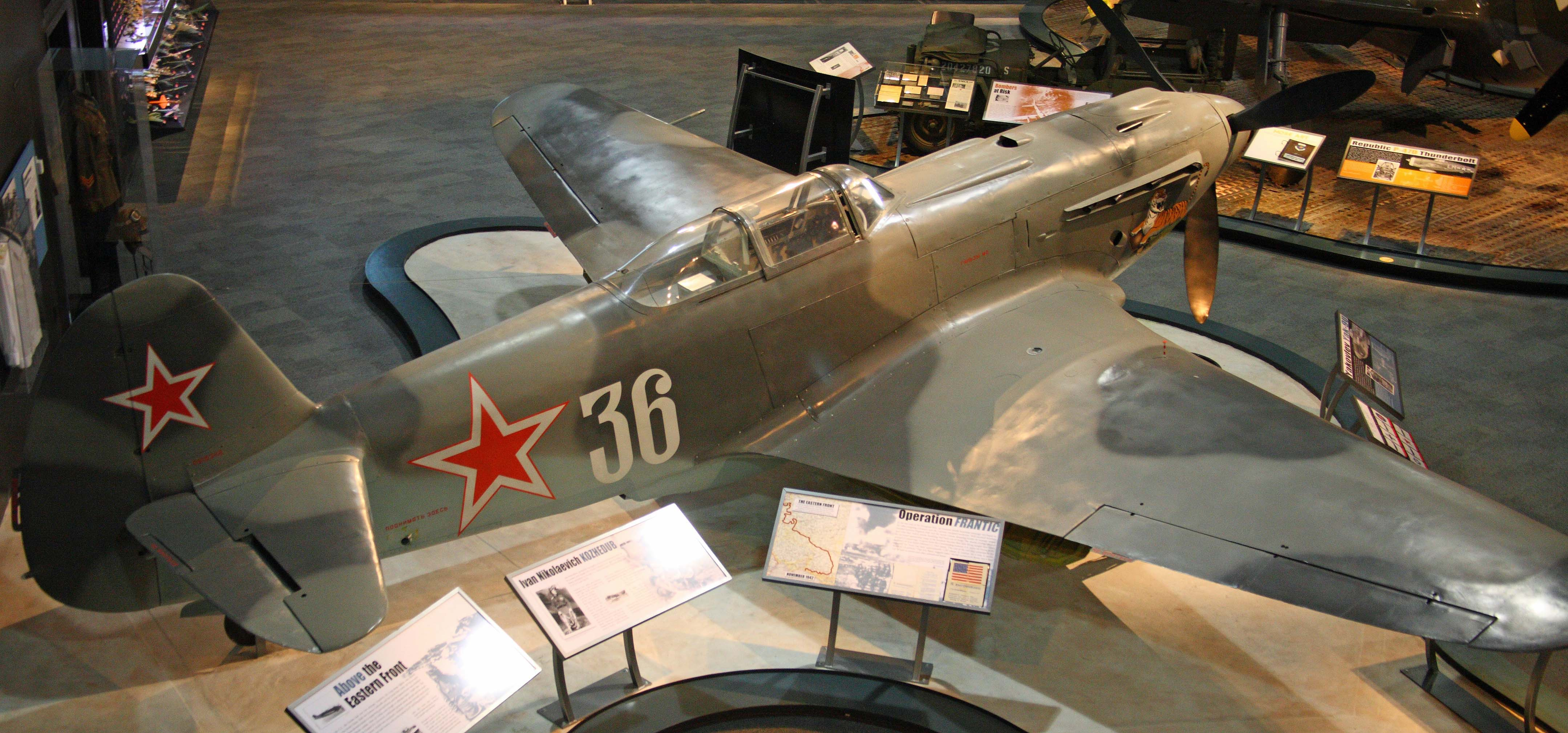
Истребитель Як-9 331-й иад

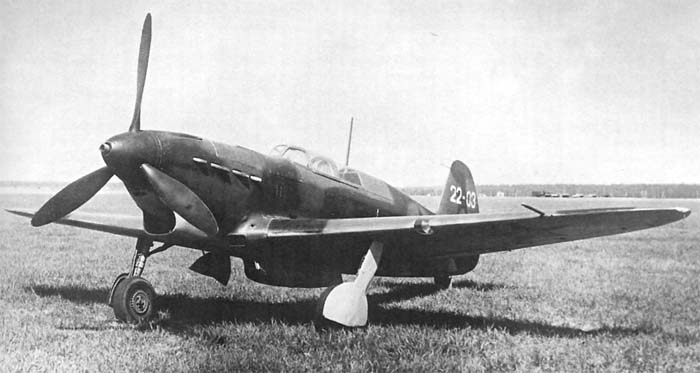
Истребитель Як-7 331-й иад

- 4-я гвардейская штурмовая Киевская Краснознамённая ордена Кутузова авиационная дивизия
  - 90-й гвардейский штурмовой Староконстантиновский Краснознамённый авиационный полк
  - 91-й гвардейский штурмовой Владимир-Волынский Краснознамённый ордена Кутузова авиационный полк
  - 92-й гвардейский штурмовой Каменец-Подольский орденов Суворова и Богдана Хмельницкого авиационный полк
- 264-я штурмовая авиационная Киевская Краснознаменная дивизия
  - 235-й штурмовой Проскуровский авиационный полк
  - 451-й штурмовой Каменец-Подольский ордена Богдана Хмельницкого авиационный полк
  - 809-й штурмовой Каменец-Подольский ордена Богдана Хмельницкого авиационный полк
- 331-я истребительная Львовская авиационная дивизия
  - 122-й истребительный Будапештский ордена Суворова авиационный полк
  - 179-й истребительный Ярославский ордена Суворова авиационный полк
  - 513-й истребительный Каменец-Подольский ордена Суворова авиационный полк
- 423-я отдельная авиационная эскадрилья связи
- 294-я отдельная рота связи
- 29-й отдельный взвод аэрофотослужбы
- 1457 военно-почтовая станция

## Командование корпуса

### Командир корпуса
- Герой Советского Союза генерал-майор авиации (с 20 апреля 1945 года генерал-лейтенант авиации) Каманин Николай Петрович[4], период нахождения в должности: с 21 июля 1943 года по июнь 1946 года.
- генерал-майор авиации Добыш Фёдор Иванович[5], период нахождения в должности: с июня 1946 года по январь 1950 года.

### Заместитель по политической части
полковник Н. Я. Кувшинников

### Начальник штаба
полковник Яроцкий Георгий Иванович (с марта 1943 г.)

## Боевой путь корпуса
8 июля 1944 года корпус вливается в состав 8-й Воздушной армии. Для тылового обеспечения частей армии выделялось четыре района аэродромного базирования (10, 23, 30 и 33-й) с 25 батальонами аэродромного обслуживания, инженерно-аэродромными, автотранспортными батальонами, головными авиационными складами, другими тыловыми частями и ремонтными органами. С 12.07.1944 г. по 29.08.1944 г. корпус участвует в Львовско-Сандомирской операции. Указом Президиума Верховного Совета СССР от 9 августа 1944 года за образцовое выполнение заданий командования в боях с немецкими захватчиками при прорыве обороны немцев на Львовском направлении, проявленные при этом доблесть и мужество награждён Орденом Богдана Хмельницкого II степени..
В начале сентября корпус во главе с Героем Советского Союза генерал-майором авиации Н. П. Каманиным из 2-й Воздушной армии перебазируется на аэродромные узлы 5-й ВА Бакэу, Роман, Галбений. В состав корпуса входили 4-я гвардейская штурмовая (командир полковник В. Ф. Сапрыкин), 264-я штурмовая (полковник Е. В. Клобуков) и 331-я истребительная (полковник И. А. Семененко) авиационные дивизии.
Оставив далеко позади Яссы и Кишинёв, главные силы 2-го Украинского фронта при поддержке авиации 5-й Воздушной армии, обогнув юго-восточный выступ Карпат, вышли на просторы Нижнедунайской равнины. Советские войска приближались к границам Венгрии — последнего союзника фашистской Германии в Европе. Продолжая наступление, начале октября 1944 года советские войска вышли левым крылом на территорию Югославии и румыно-венгерскую границу. Правее, к востоку от Дуклинского перевала до границы с Румынией, вёл боевые действия 4-й Украинский фронт. Слева на югославской территории действовали войска 3-го Украинского фронта.
Дебреценская наступательная операция началась утром 6 октября 1944 года. После короткой артиллерийской и авиационной подготовки ударная группировка 2-го Украинского фронта перешла в наступление на главном направлении. В соответствии с планом операции штурмовая авиация в составе 5-й воздушной армии эшелонированными ударами групп самолётов содействовала войскам 53-й армии и конно-механизированной группы генерал-лейтенанта И. А. Плиева в прорыве обороны противника на рубеже Дыола, Кетедьхаза, Кунагота, Орошхаза и развитию успеха на главном направлении, уничтожала живую силу и боевую технику врага в районе Чорваш, Тотксилош, Бекеш, Гадараш, вела разведку вражеских войск перед фронтом 53-й армии.
К исходу 20 октября войска фронта, поддержанные авиацией, овладели Дебреценом.
В приказе Верховного Главнокомандующего за отличные боевые действия объявлялась благодарность войскам фронта, в том числе лётчикам генерал-полковника авиации С. К. Горюнова.
В последующие дни подвижные соединения фронта при поддержке авиаторов корпуса, выйдя в район Ньиредьхазы, перерезали пути отхода вражеским войскам, находившимся перед правым крылом 2-го Украинского фронта.
25 октября Москва салютовала войскам 2-го Украинского фронта, овладевшим важными опорными пунктами обороны противника и крупными железнодорожными узлами в северной Трансильвании, городами Сату-Маре, Карей, занявшим более ста других населённых пунктов. В боях за эти города вместе с наземными войсками отличились и лётчики корпуса.
После завершения Дебреценской операции по приказу Ставки командование 2-го Украинского фронта решило без паузы начать Будапештскую операцию в целях овладения столицей Венгрии и вывода этой страны из войны против СССР.
Утром 29 октября части корпуса в соответствии с планом операции нанесли первые удары по вражеским войскам и опорным пунктам их обороны на кечкеметско-будапештском направлении и оказали существенную помощь 46-й армии, 2-му и 4-му гвардейским механизированным корпусам в прорыве обороны противника юго-восточнее Будапешта. За два дня наземные войска продвинулись вперёд на 30—40 км, а соединения 7-й гвардейской армии форсировали Тису, захватили на правом берегу большой плацдарм, а вскоре заняли крупный венгерский город Сольнок.
В последующие дни корпус продолжает взаимодействовать с наступавшими войсками. штурмовики ударами по артиллерийским и миномётным батареям, узлам сопротивления, а также по живой силе и боевой технике на поле боя в районах Лайошмиже, Фюлепсалаша, Кунсентмиклоша, Диона, Демшеда, Шорокшара содействовали успешному продвижению наземных войск в общем направлении на Будапешт. Бомбоштурмовые удары по опорным пунктам противника Абонь, Цеглед, Надькереш, Тапиосентмартон помогли войскам 7-й гвардейской армии овладеть городами Абонь, Цеглед и Надькереш.
Господствуя в воздухе, авиаторы корпуса поддерживают войска 2-го Украинского фронта, которые, произведя с 27 ноября по 4 декабря перегруппировку, 5 декабря возобновили наступление, вышли к Дунаю севернее и северо-западнее Будапешта, отрезав противнику пути отхода на север. В результате тяжёлых боёв 46-я армия форсировала Дунай, захватила небольшой плацдарм на противоположном берегу и развернула наступление с целью обхода Будапешта с юга.
Наступление войск 2-го Украинского фронта началось на рассвете 20 декабря. Части корпуса прикрывают действия ударной группировки, которой предстояло завершить охват Будапешта с севера через Эстергом. 22 и 23 декабря противник предпринял отчаянные попытки остановить продвижение советских войск. На помощь наступающим войскам вновь пришли лётчики.
25 декабря немцы прекратили контратаки. В полдень воздушные разведчики сообщили, что сильно потрёпанные танковые дивизии противника уходят за Дунай. Этим воспользовались войска 7-й гвардейской общевойсковой и 6-й гвардейской танковой армий, которые при активной поддержке частей дивизии прорвались к Дунаю севернее Эстергома и соединились с войсками 3-го Украинского фронта. В окружение попала группировка противника под командованием обергруппенфюрера СС К. Пфеффера-Вильденбруха численностью 188 тыс. человек.
1 января 1945 года войска окружённой группировки продолжали оказывать упорное сопротивление советским частям и соединениям, наступавшим на Будапешт. Хотя метеоусловия ограничивали выполнение поставленных задач, авиаторы держали противника днём и ночью под непрерывным воздействием.
С 3 по 6 января части и соединения 5-й Воздушной армии продолжали уничтожать окружённую группировку в Будапеште и оказывали значительное содействие войскам 3-го Украинского фронта в отражении контрнаступления на участке 46-й и 4-й гвардейской армий.
18 января частям и соединениям 5-й Воздушной армии была поставлена задача надёжно блокировать окружённую группировку фашистских войск, непрерывными ударами изнурять её, а также отражать её попытки прорвать фронт окружения. Одновременно авиаторы частью сил продолжали вместе с 17-й воздушной армией оказывать помощь войскам 3-го Украинского фронта, отражавшим контрудары танков, пехоты и авиации на внешнем кольце окружения.
К началу февраля 1945 года положение окружённых вражеских частей и соединений было безнадёжным. Но гитлеровцы упорно отказывались признать очевидное. Половина города — Пешт — была в руках советских войск, а Буду гитлеровцы удерживали. Особенно много там скопилось зенитной артиллерии противника, поэтому с каждым днём росли потери советской авиации.
12 февраля авиация корпуса участвует в уничтожении живой силы противника в количестве 12-ти тысяч человек, которым удалось вырваться из кольца.
13 февраля 1945 года почти двухмесячные бои по ликвидации окружённой в районе Будапешта 188-тысячной группировки противника завершились. В этой операции были уничтожены значительные оперативные резервы гитлеровцев, созданы благоприятные условия для дальнейшего продвижения Советской Армии в Австрию, а через неё — в южную Германию.
За образцовое выполнение заданий командования в боях с немецко-фашистскими захватчиками при овладении Будапештом 5-й штурмовой авиакорпус был награждён орденом Кутузова III степени.
Завершив Будапештскую операцию, войска 2-го Украинского фронта, преследуя разбитые части противника, с боями продолжали продвигаться на запад. корпус в начале марта 1945 года из-за крайне неблагоприятных условий погоды ведёт боевые действия только мелкими группами. Лётчики помогали пехотинцам и танкистам прорывать вражескую оборону, разрушали переправы на реках, наносили удары по железнодорожным станциям и эшелонам с боевой техникой и живой силой, выводили из строя аэродромы, вели борьбу с фашистской авиацией.
Особое значение имели боевые действия авиаторов корпуса при отражении танковых ударов противника в районе озера Балатон. Здесь в начале марта 1945 года гитлеровцы предприняли наступление, намереваясь отбросить советские войска за Дунай, удержать нефтяные источники Венгрии и закрыть путь Советской Армии в Австрию.
С 17 марта по 15 апреля 1945 года части корпуса принимают участие в Венской наступательной операции войск 2-го Украинского фронта, которые перешли в наступление с целью завершения разгрома немецко-фашистских войск в западной части Венгрии и овладения столицей Австрии — Веной.
Авиация 5-й ВА содействовала войскам фронта в выполнении этих задач и вела ожесточённую борьбу с авиацией противника.
С 15 по 26 апреля авиация корпуса поддерживает наступление войск 53-й и 6-й гвардейской танковой армии, 1-й гвардейской кмг генерала И. А. Плиева в направлении на Брно.
7 мая лётчики корпуса наносят удар по обороне в районе Праги. Только в первый день здесь было уничтожено 26 танков и 596 автомашин с грузами и живой силой.
Утром 9 мая 1945 года воздушные разведчики сообщили, что гитлеровцы бросают технику и пытаются уйти в расположение войск союзников. По приказу генерал-полковника авиации С. К. Горюнова авиачасти наносят последние бомбовые и штурмовые удары по отходившим вражеским войскам.

## Участие в операциях и битвах
- Курская битва:
  - Белгородско-Харьковская операция «Румянцев» с 3 августа 1943 года по 23 августа 1943 года.
- Киевская наступательная операция с 3 ноября 1943 года по 22 декабря 1943 года.
- Днепровско-Карпатская операция:
  - Житомирско-Бердичевская операция с 24 декабря 1943 года по 14 января 1944 года.
  - Корсунь-Шевченковская операция с 24 января по 17 февраля 1944 года.
  - Проскуровско-Черновицкая операция с 4 марта 1944 года по 17 апреля 1944 года.
- Львовско-Сандомирская операция с 13 июля 1944 года по 3 августа 1944 года.
- Будапештская операция с 29 октября 1944 года по 13 февраля 1945 года.
- Венская операция с 16 марта 1945 года по 15 апреля 1945 года.
- Братиславско-Брновская операция с 25 марта 1945 года по 5 мая 1945 года.
- Пражская операция с 6 мая 1945 года по 11 мая 1945 года.

## Почётные наименования
- 5-му штурмовому авиационному корпусу присвоено почётное наименование «Винницкий»[7]
- 4-й гвардейской штурмовой авиационной дивизии 6 ноября 1943 года за отличие в боях при овладении столицей Советской Украины городом Киев — крупнейшим промышленным центром и важнейшим стратегическим узлом обороны немцев на правом берегу Днепра присвоено почётное наименование «Киевская»[8].
- 264-й штурмовой авиационной дивизии 6 ноября 1943 года за отличие в боях при овладении столицей Советской Украины городом Киев — крупнейшим промышленным центром и важнейшим стратегическим узлом обороны немцев на правом берегу Днепра присвоено почётное наименование «Киевская»[8]
- 331-й истребительной авиационной дивизии присвоено почётное наименование «Львовская»[9]
- 90-му гвардейскому штурмовому авиационному полку за отличие в боях при овладении городом Староконстантинов — важным опорным пунктом обороны немцев на проскуровском направлении 9 марта 1944 года присвоено почётное наименование «Староконстантиновский»[10].
- 91-му гвардейскому штурмовому авиационному полку за отличие в боях при овладении городами Владимир-Волынский и Рава-Русская 20 июля 1944 года присвоено почётное наименование «Владимир-Волынский»[11].
- 92-му гвардейскому штурмовому авиационному полку 3 апреля 1944 года за отличие в боях при овладении городом Каменец-Подольский присвоено почётное наименование «Каменец-Подольский»[12][13].
- 122-му истребительному авиационному полку за отличие в боях за овладение городом Будапешт присвоено почётное наименование «Будапештский»[14]
- 179-му истребительному авиационному полку за отличие в боях за овладение городами Перемышль и Ярослав присвоено почётное наименование «Ярославский»[15]
- 235-му штурмовому авиационному полку присвоено почётное наименование «Проскуровский»[16]
- 451-му штурмовому авиационному полку 3 апреля 1944 года за отличие в боях при овладении городом Каменец-Подольский присвоено почётное наименование «Каменец-Подольский»[13].
- 809-му штурмовому авиационному полку 3 апреля 1944 года за отличие в боях при овладении городом Каменец-Подольский присвоено почётное наименование «Каменец-Подольский»[13].

## Награды
- 5-й Винницкий штурмовой авиационный корпус Указом Президиума Верховного Совета СССР от 9 августа 1944 года за образцовое выполнение заданий командования в боях с немецкими захватчиками при прорыве обороны немцев на Львовском направлении, проявленные при этом доблесть и мужество награждена Орденом Богдана Хмельницкого II степени.
- 5-й Винницкий ордена Богдана Хмельницкого II степени штурмовой авиационный корпус Указом Президиума Верховного Совета СССР награждён орденом «Боевого Красного Знамени»
- 5-й Винницкий Краснознамённый ордена Богдана Хмельницкого II степени штурмовой авиационный корпус Указом Президиума Верховного Совета СССР награждён орденом «Кутузова II степени»
- 4-я гвардейская штурмовая авиационная Киевская дивизия за образцовое выполнение заданий командования в боях с немецкими захватчиками, за овладение городом Дембица и проявленные при этом доблесть и мужество Указом Президиума Верховного Совета СССР от 7 сентября 1944 года награждена орденом «Красного Знамени»[17].
- 4-я гвардейская штурмовая авиационная Киевская Краснознамённая дивизия за образцовое выполнение заданий командования в боях с немецкими захватчиками за освобождение Трансильвании и проявленные при этом доблесть и мужество Указом Президиума Верховного Совета СССР от 14 ноября 1944 года награждена орденом «Кутузова II степени»[17].
- 264-я Киевская штурмовая авиационная дивизия Указом Президиума Верховного Совета СССР награждена орденом «Боевого Красного Знамени»
- 90-й гвардейский штурмовой авиационный Староконстантиновский полк за образцовое выполнение заданий командования в боях с немецкими захватчиками при овладении городом Будапешт и проявленные при этом доблесть и мужество Указом Президиума Верховного Совета СССР от 5 апреля 1945 года награждён орденом «Красного Знамени»[18].
- 91-й гвардейский штурмовой авиационный Владимир-Волынский полк за образцовое выполнение заданий командования в боях с немецкими захватчиками при овладении городом Банска Штявница и проявленные при этом доблесть и мужество Указом Президиума Верховного Совета СССР от 5 апреля 1945 года награждён орденом «Красного Знамени»[18].
- 91-й гвардейский штурмовой авиационный Владимир-Волынский Краснознамённый полк за образцовое выполнение заданий командования в боях с немецкими захватчиками при овладении городами Яромержице, Зноймо, Голлабрун, Штоккерау и проявленные при этом доблесть и мужество Указом Президиума Верховного Совета СССР от 4 июня 1945 года награждён орденом Кутузова III степени[18].
- 92-й гвардейский штурмовой авиационный Каменец-Подольский полк за образцовое выполнение заданий командования в боях с немецкими захватчиками при овладении городами Дьёр, Комарно и проявленные при этом доблесть и мужество Указом Президиума Верховного Совета СССР от 17 мая 1945 года награждён орденом «Суворова III степени»[18].
- 92-й гвардейский штурмовой авиационный Каменец-Подольский ордена Суворова полк за образцовое выполнение заданий командования в боях с немецкими захватчиками при овладении городами Яромержице, Зноймо, Голлабрун, Штоккерау и проявленные при этом доблесть и мужество Указом Президиума Верховного Совета СССР от 4 июня 1945 года награждён орденом «Богдана Хмельницкого II степени»[18].
- 122-й Будапештский истребительный авиационный полк за образцовое выполнение боевых заданий командования в боях с немецкими захватчиками при овладении городом Вена и проявленные при этом доблесть и мужество Указом Президиума Верховного Совета СССР от 17 мая 1945 года награждён орденом «Суворова III степени».
- 179-й Ярославский истребительный авиационный полк за образцовое выполнение боевых заданий командования в боях с немецкими захватчиками при овладении городом Цистерсдорф и проявленные при этом доблесть и мужество Указом Президиума Верховного Совета СССР от 17 мая 1945 года награждён орденом «Суворова III степени».
- 513-й Каменец-Подольский истребительный авиационный полк за образцовое выполнение боевых заданий командования в боях с немецкими захватчиками при овладении городами Дьер, Комаром и проявленные при этом доблесть и мужество Указом Президиума Верховного Совета СССР от 17 мая 1945 года награждён орденом «Суворова III степени».

## Благодарности Верховного Главнокомандующего
Верховным Главнокомандующим воинам корпуса объявлены благодарности:
- За отличие в боях при овладении оперативно важным узлом железных дорог и городом Жмеринка[19].
- За отличие в боях при овладении областным и крупным промышленным центром Украины городом Винница, превращенным немцами в мощный опорный пункт обороны на Южном Буге[20].
- За отличие в боях при овладении городом и оперативно важным железнодорожным узлом Чертков, городом Гусятин, городом и железнодорожным узлом Залещики на реке Днестр и освобождении более 400 других населенных пунктов[21].
- За отличие в боях при овладении городом овладение городом городом Каменец-Подольский[13].
- За отличие в боях при овладении областным центром Украины городом Тарнополь — крупным железнодорожным узлом и сильным опорным пунктом обороны немцев на львовском направлении[22].
- За отличие в боях при овладении городами Порицк, Горохов, Радзехов, Броды, Золочев, Буек, Каменка, городом и крупным железнодорожным узлом Красное и занятии свыше 600 других населенных пунктов[23].
- За отличие в боях при овладении городом Дембица — крупным центром авиационной промышленности и важным узлом коммуникаций на краковском направлении[24].
- За отличие в боях при овладении столицей Трансильвании городом Клуж и городом Сегед — крупным хозяйственно-политическим и административным центром Венгрии[25].
- За отличие в боях при овладении штурмом городами Сату-Маре и Карей — важными опорными пунктами обороны противника в Северной Трансильвании и завершении освобождения Трансильвании от противника[26].
- За отличие в боях при овладении штурмом на территории Венгрии городом и крупным железнодорожным узлом Сольнок — важным опорным пунктом обороны противника на реке Тисса[27].
- За отличие в боях при овладении штурмом крупным узлом коммуникаций и мощным опорным пунктом обороны противники городом Мишкольц — важнейшим центром военного производства Венгрии, снабжающим немецкие и венгерские армии[28].
- За отличие в боях при прорыве сильно укрепленной обороны противника северо-восточнее Будапешта, расширении прорыва до 120 километров по фронту и, продвижении в глубину до 60 километров, выходе к реке Дунай севернее Будапешта и форсировании Дуная южнее Будапешта, овладении важными опорными пунктами обороны противника — городами Балашшадьярмат, Ноград, Вац, Асод, Эрчи и занятии более 150 других населенных пунктов[29].
- За отличие в боях при прорыве обороны немцев и овладении на территории Чехословакии городами Рожнява и Йелшава — важными опорными пунктами обороны противника[30].
- За отличие в боях при завершении разгрома окруженной группировки противника в Будапеште и полным овладением столицей Венгрии городом Будапешт — стратегически важным узлом обороны немцев на путях к Вене[31].
- За отличие в боях при овладении на территории Чехословакии городом Банска-Штявница — сильным опорным пунктом обороны немцев[32].
- За отличие в боях при овладении городом и важным железнодорожным узлом Зволен — сильным опорным пунктом обороны немцев на реке Грон[33].
- За отличие в боях при овладении Естергом, Несмей, Фельше-Галла, Тата, а также при занятии более 200 других населенных пунктов[34].
- За отличие в боях при овладении в Чехословакии городом Банска-Бистрица — важным узлом дорог и сильным опорным пунктом обороны немцев[35]
- За отличие в боях при овладении городами Дьер и Комаром — важными опорными пунктами обороны немцев на венском направлении[36].
- За овладение городами Комарно, Нове-Замки, Шураны, Комьятице, Врабле — сильными опорными пунктами обороны немцев на братиславском направлении[37].
- За отличие в боях при овладении городом Нитра, при форсировавании реки Ваг, при овладении с боем города Галанта — важного узла дорог на путях к Братиславе[38].
- За овладение городами Трнава, Глоговец, Сенец — важными узлами дорог и опорными пунктами обороны немцев, прикрывающими подступы к Братиславе[39].
- За овладение городами Малацки, Брук, Превидза, Бановце[40].
- За отличие в боях при овладении столицей Австрии городом Вена — стратегически важным узлом обороны немцев, прикрывающим пути к южным районам Германии[41].
- За отличие в боях при овладении на территории Чехословакии городом Годонин — важным узлом дорог и сильным опорным пунктом обороны немцев на западном берегу реки Морава[42].
- зЗа отличие в боях при окружении и разгроме группы немецких войск, пытавшуюся отступить от Вены на север, и овладении при этом городами Корнейбург и Флоридсдорф — мощными опорными пунктами обороны немцев на левом берегу Дуная[43].
- За отличие в боях при овладении центром нефтеносного района Австрии городом Цистерсдорф[44].
- За овладение крупным промышленным центром Чехословакии городом Брно (Брюн) — важным узлом дорог и мощным опорным пунктом обороны немцев[45].
- За овладение городами Яромержице и Зноймо и на территории Австрии городами Голлабрунн и Штоккерау — важными узлами коммуникаций и сильными опорными пунктами обороны немцев[46].